# Distrito de Huamantanga

Provincia de Canta en el Departamento de Lima, Perú

El Distrito de Huamantanga es uno de los siete distritos que conforman la Provincia de Canta en el Departamento de Lima, bajo la administración del Gobierno Regional de Lima-Provincias, Perú.  
Dentro de la división eclesiástica de la Iglesia Católica del Perú, pertenece a la Diócesis de Huacho
Según el censo de 2007, había 338 habitantes en este distrito.

## Historia
Huamantanga, aillu de gente humilde, hospitalaria y laboriosa, además de religiosa, está ubicada a 3392 m s. n. m., en uno de los hermosos parajes de la cordillera de los Andes, de la actual provincia de Canta, en el departamento de Lima. Según algunos historiadores, en la zona estuvo asentada la remota cultura de los Atevillos un aillu de agricultores y pastores collas venidos del sur del Perú, en tiempos donde floreció el gran Imperio Wari aillu que, luego de la decadencia del Imperio Wari, cayó en poder del ejército Inca bajo el mando del gran Pachacútec, a principios del siglo XVI. Según Monseñor Pedro Villar Córdoba en su obra Culturas Pre - Hispánicas a fines de 1535, luego de fundar Lima (18 de enero de 1535), transitaron por estos lugares, rumbo a Kanta Marca (hoy Canta), los conquistadores españoles, en busca de oro y plata.  Los aillus ahora eran villas. Los naturales de la zona, fueron repartidos en encomiendas, sistema mediante el cual pasaban a depender de un encomendero y a quien debían servir trabajando 12 horas diarias. El indígena, desposeído de esta forma de sus elementos culturales y religiosos propios, entró en un proceso de transculturación.
En el aspecto religioso, el cristianismo sustituyó a la idolatría a través de un paciente proceso de evangelización.  Por ello, no es de extrañar que los naturales de la reciente Villa fundada de Huamantanga, entre los años 1580-1590, fueran evangelizadas por el mercedario Fray Bautista del Santísimo Sacramento. Cuentan que, un día cualquiera en Huamantanga los naturales de la villa, ya evangelizados por Fray Bautista, comisionaron a dos indígenas para que, trasladándose a Lima, contrataran los servicios de un escultor, un albañil y un carpintero.  ¿Cuál era el motivo?, los lugareños de la villa habían edificado una modesta capilla, en el lugar llamado Plaza Vieja, y necesitaban un escultor, para que hiciera a JESÚS CRUCIFICADO, un albañil, para empastar la pared del interior de la capilla, y un carpintero, para hacer la Cruz y, luego el marco de los cuadros de la VIRGEN MARÍA y el de los santos; todo esto, por expresa indicación de Fray Bautista. Por ello, los huamantanguinos, que habían abrazado el nuevo credo, no opusieron resistencia y dijeron:``El buen JESÚS cuidará de nuestra villa´´.  Por la madrugada, después de santiguarse, los dos comisionados, junto a sus acémilas que llevaban los víveres para el viaje, cumpliendo el mandato de su comunidad se dirigieron presurosos por el camino solitario y escabroso, rumbo a la lejana Ciudad de los Reyes. La religión de los conquistadores imponía sacrificios y era necesario afrontarlos para satisfacer las necesidades del espíritu. Ya bajando por el agreste camino, llegaron al portachuelo de Puruchuco y avanzando un kilómetro más allá, avistaron a lo lejos, por la quebrada eriaza de Socos, acercarse a la cuesta, un jinete que montaba un brioso caballo blanco como la nieve.  El jinete subía, sin prisa, por la cuesta muy seguro de sí mismo.  Percibían una sensación rara; los comisionados parecían no temer a aquel extraño personaje. ``Siento como si un imán me llevara a su encuentro ´´, decían los comisionados, y así avanzaron hasta dar el encuentro al misterioso viajero de caballo blanco, en el punto donde se bifurca el camino de herradura que conduce a Quipány Puruchuco siguiendo dos quebradas paralelas. De pronto, una ráfaga extraña de fe y esperanza cruzó por la mente de aquellos humildes indígenas y uno de ellos dijo:``Parece un enviado de DIOS´´.  Y, antes que los comisionados averigüen quién era, el jinete se adelantó a preguntarles: ¿A dónde se dirigen, como alma que lleva el diablo, hijos míos?.  Esta sencilla frase fue como un rayo de luz que iluminó el corazón de los flamantes comisionados y respondieron:``Vamos en busca de un escultor, un albañil y un carpintero para nuestra capilla.  Si conoce a alguien, dínoslo.  Nuestra capilla no tiene a nuestro SEÑOR JESUCRISTO presente, no es dable tenerlo así, por eso vamos a la gran ciudad.  Y el jinete le respondió:``Bueno, pueden ahorrarse el viaje, pondré fin al predicamento y satisfacer el requerimiento de ustedes, si me lo permiten, puedo cumplir el encargo que el pueblo les ha encomendado. Justamente iba en busca de trabajo a Huamantanga y yo domino esos tres oficios, pues soy escultor, albañil y carpintero´´. El extraño y solitario jinete, en un santiamén, les solucionó la misión.
Uno de los comisionados creyó en las palabras del artífice y se propuso regresar con Él. Pero el otro dudó y prosiguió el camino rumbo a Lima.  Cuando anduvo medio kilómetro más o menos, tocado por una fuerza sobrenatural, comprendió que debía regresar en compañía del extraño viajero.  Cuándo llegó junto al misterioso personaje, este lo recibió con ternura y compasión, casi divinas, que no supo qué decir.  Las palabras del extraño parecían un bálsamo a su incredulidad. ``Perdóname, Señor, creo en usted´´dijo el comisionado que regresó; los comisionados se alegraron por poder cumplir con el encargo tan pronto y, aunque aún sorprendidos por su buena suerte, emprendieron con el desconocido el camino de regreso.  Era mediodía y el sol era abrasador, en aquellos parajes no había ni una gota de agua con qué saciar la sed. El extraño jinete, que no era otro que el Divino Redentor, para aplacar la sed de aquellas almas pusilánimes, que ya eran sus compañeros en aquella soledad, con voz paternal les dijo, señalando una hoyadita: ¡Vayan y beban! Allí hay fresca y límpida agua. Los naturales vacilaron porque sabían que en esos páramos no había agua; pero quedaron atónitos cuando se acercaron al sitio indicado y encontraron, como un espejo biselado, una fuente de frígidas aguas cristalinas.

## Geografía

### Ubicación
El distrito de Huamantanga se ubica al noreste de la Provincia de Lima. Pertenece a la Región Quechua debido a que está ubicada a 3 398 m.s.n.m.
El distrito de Huamantanga posee tres anexos: Puruchuco, Quipan y  Marco ubicados en distintos pisos ecológicos. 
| Noroeste: Distrito de Aucallama | Norte: Distrito de Sumbilca           | Noreste: Distrito de Atavillos Bajo |
| Oeste: Distrito de Ancón        |                                       | Este: Distrito de San Buenaventura  |
| Suroeste Distrito de Carabayllo | Sur: Distrito de Santa Rosa de Quives | Sureste: Distrito de Lachaqui       |

### Hidrografía
La comunidad campesina de agricultores y ganaderos decidió recuperar una tecnología ancestral de siembra y cosecha de agua denominada “mamanteo”, a fin de conservar las fuentes hídricas y así mejorar la producción agropecuaria y la disponibilidad del líquido elemento.
La Agencia Andina visitó la zona junto con representantes de la Superintendencia Nacional de Servicios de Saneamiento (Sunass), quienes explicaron que el funcionamiento del sistema de "mamanteo" que se realiza en Huamantanga se basa en derivar agua de una quebrada durante la época de lluvia, por medio de un canal, hasta sitios con alta infiltración ubicados previamente.
De este modo, se puede tener más agua en época de estiaje debido a que su movimiento por debajo del suelo es mucho más lento y puede abastecer las fuentes para riego y consumo en los meses más críticos.
A esto se le conoce como el proceso de regular el agua de manera natural, que es un servicio ecosistémico hídrico que brinda la parte alta de la cuenca del río Chillón.

### Clima
Su clima es templado seco, especial para los que desean disfrutar de sol radiante y cielo azul durante los meses de abril a diciembre, con períodos de heladas y escarchas entre mayo y agosto.

## Ecología
Flora
El territorio de Huamantanga cuenta con un gran potencial de bosques y tierras para plantaciones forestales y reforestaciones entre las que destacan extensos bosques de eucaliptos y pinos, la zona esta lleno de suelo fértil así que permite el buen desarrollo de la agricultura.
Fauna
Está compuesta por multitud de especies animales que habitan en los diferentes pisos altitudinales existentes alrededor de la ciudad. Entre los mamíferos destacan el caballo, la vaca, el toro, el burro, la oveja, la cabra, el cuy.

## Autoridades

### Municipales
- 2015-2018[3]
  - Alcalde: Antenor Orfilio Campos Estacio, del Movimiento Fuerza Regional.
  - Regidores:

  1. Ulises Sixto Castañeda Gutiérrez (Fuerza Regional)
  2. Francisco Vilcachagua Santos (Fuerza Regional)
  3. Samia Yoselin De la Vega Paucar (Fuerza Regional)
  4. Carlos Gonzalo Santos Padilla (Fuerza Regional)
  5. Teovaldo Cilo Santos Vilcachagua (Siempre Unidos)
- 2011-2014[4]
  - Alcalde: Bernardo Alcides Espinoza Jiménez, Partido Siempre Unidos (SU).
  - Regidores: Juan Euclides Delgadillo Mosquera (SU), Julio Vidal Gonzales Arce (SU), Josefa Lilia Espinoza Gonzales (SU), Ovidio Ismael Felipe Rojas (SU), Fernando Germán Guardamino Reymundo (Concertación para el Desarrollo Regional).

### Policiales
- Comisaría de Canta 
  - Comisario: Cmdte. PNP Jairton Bardales.

### Religiosas
- Diócesis de Huacho[5]
  - Obispo de Huacho: Mons. Antonio Santarsiero Rosa, OSI.
- Parroquia[6]
  - Párroco: Pbro. .

## Educación

### Instituciones educativas
- IE 20277 NUESTRO SEÑOR DE HUAMANTANGA

## Festividades
- Enero:

6 de enero: fiesta de las cruces, se traen todas las cruces de los cerros más renombrados para bendecirlas en la iglesia y nuevamente retornan a sus lugares.
- Marzo:

Movible: Semana Santa
- Mayo:

3 de mayo:Señor de Huamantanga. Su fiesta se celebra en el mes de mayo. Hay peregrinaciones, una de ellas la que parte de Puente Piedra, Comas, Independencia, Carabayllo.
- Julio:

16 de julio: Festividades de la Virgen del Carmen.
- Setiembre:

8 de septiembre: Festividad de la Virgen de Cocharcas y Marca del ganado. 
17 de septiembre: Rodeo de ganado.
- Octubre:

7 de octubre: Fiesta de Moros y Cristianos.
10 de octubre: El Rodeo.